# Paul Creston
Paul Creston (Nueva York, Estados Unidos, 10 de octubre de 1906 - San Diego, Estados Unidos, 24 de agosto de 1985) fue un compositor estadounidense de música clásica.

## Biografía
Nacido en la ciudad de Nueva York en el seno de una modesta familia de emigrantes sicilianos bajo el nombre de Giuseppe Guttoveggio, Creston fue un compositor precoz y fundamentalmente autodidacta debido a las carencias económicas de su familia. A la edad de ocho años comenzó a tomar lecciones de piano y violín.
Forzado a abandonar sus estudios musicales para sostener económicamente a su familia, el joven Giuseppe alternó su trabajo en bancos y compañías de seguros con estudios tan variopintos como inglés, lenguas extranjeras, misticismo, piano y composición. Su primer empleo como músico lo consiguió en 1926 como organista de teatros donde se exhibían películas mudas, ocupación en la que se mantuvo hasta 1929. En 1934 fue contratado como organista en la iglesia de San Malaquías, en Nueva York, cargo que ostentó durante más de treinta años, hasta 1967.
En 1940 Creston fue aceptado como profesor de piano y composición de la Cummington School of the Arts de Massachusetts. Durante esta década compuso igualmente varias partituras para la radio y la televisión, por las que obtuvo varios premios, incluyendo el de los críticos de Nueva York por su Primera Sinfonía.
Autor prolífico, durante la década de los cincuenta se estrenaron más de treinta obras nuevas de su autoría. Su fama internacional se expandió y su música, junto a la de George Gershwin y Samuel Barber, fue la más interpretada de un compositor norteamericano en el extranjero. Desde 1956 y hasta 1960 ostentó el cargo de presidente de la Sociedad de Compositores y Directores Americanos.
Hacia finales de los años sesenta, la música de Creston comenzó a caer en el pesimismo y la oscuridad y perdió su preponderancia en la escena frente a las obras de compositores más jóvenes y vanguardistas. Creston se sentía amargado por el camino que estaba tomando la música pero, a pesar de ello, continuó componiendo y en 1982 aún estrenó su Sexta Sinfonía para órgano en el Kennedy Center de Nueva York.
En 1975 Paul Creston se retiró de todas sus actividades docentes, residiendo en un rancho en las afueras de la localidad californiana de San Diego hasta su fallecimiento en 1985 víctima de un cáncer que se le había diagnosticado un año antes.

## Estilo y composiciones
Su obra tiende a ser ligeramente conservadora y firmemente tonal en su estilo y con un fuerte componente rítmico. Su catálogo incluye, entre otras obras, seis sinfonías, dos conciertos para violín, uno para marimba, uno para dos pianos, uno para acordeón y uno para saxofón alto, una fantasía para trombón y orquesta y una sonata también para saxofón alto escrita para Cecil Leeson. Algunos de sus trabajos se encuentran inspirados en la obra del poeta Walt Whitman. 
Creston fue también un notable docente. Entre sus discípulos se encuentran los compositores John Corigliano y Charles Roland Berry, así como los músicos de jazz Rusty Dedrick y Charlie Queener. También es autor de los libros de teoría de la música Principles of Rhythm (1964), Creative Harmony (1970) y Rational Metric Notation (1979).

## Obras

### Obras para orquesta
- 1938 Threnody Op. 16.
- 1938 Two Choric Dances Op. 17B.
- 1940 Sinfonía nº.1 Op. 20.
- 1940 Concertino para marimba y orquesta Op. 21.
- 1941 Preludio y danza Op. 25.
- 1941 Concierto para saxofón y orquesta Op. 26.
- 1941 Un rumor Op. 27.
- 1941 Pastoral y Tarantella Op. 28.
- 1941-1942 Variaciones de danza Op. 30 para soprano coloratura y orquesta
- 1942 Fantasía Op. 32.
- 1943 Canto de 1942 Op. 33, para orquesta.
- 1943 Fronteras Op. 34.
- 1944 Sinfonía nº.2 Op. 35.
- 1945 Poema Op. 39.
- 1947 Fantasía Op. 42 para trombón y orquesta.
- 1951 Sinfonía nº.4 Op. 52.
- 1953 Invocación y danza Op. 58.
- 1953 Toccata Op. 68.
- 1959 Janus Op. 77.
- 1965-1966 Introito Op. 87 (homenaje a Pierre Monteux).
- 1966 Variaciones sobre una pavana Op. 86.
- 1966 Oda chthonica Op. 90 (homenaje a Henry Moore) para gran orquesta, con eufonio, celesta y piano.
- 1981 Sadhana Op. 117 para violonchelo y orquesta.
- 1982 Sinfonía nº.6 Op. 118 – "Sinfonía para órgano" para órgano y orquesta.
- Suite coreográfica Op. 86b.
- Concierto para piano y orquesta Op. 43.
- Corintios XIII Op. 82.
- Obertura de danza.
- Tarde en Tejas.
- Homenaje Op. 41 para cuerdas.
- Kangaroo Kaper
- Nocturno Op. 83 – para soprano lírica, tenor y once instrumentos.
- Rumba – Tarantella.
- Atardecer en Puerto Rico.
- Sinfonía nº.3 Op. 48.

### Obras para orquesta de cuerda
- 1940 Concertino para marimbáfono y banda Op. 21.
- 1942 Leyenda Op. 31.
- 1944 Concierto para saxofón alto Op. 26.
- 1946 Zanoni Op. 40.
- 1954 Obertura Celebración Op. 61.
- 1959 Preludio y danza Op. 76.
- 1967 Anatolia – Rapsodia turca Op. 93.
- 1972 Calamus Op. 104 para coro mixto, cuatro trompetas, dos cuernos, tres trombones, eufonio, tuba, tímpano y percusión.
- 1981 Obertura festiva.
- Kalevala Op. 95 Fantasía sobre canciones folclóricas finesas para banda.
- Liberty Song '76 Op. 107 para coro mixto y banda de concierto.

### Obras para coro
- Here Is Thy Footstool para coro mixto a cappella.

### Misas y música religiosa
- 1945 Psalm XXIII Op. 37 para soprano, coro mixto, coro masculino y orquesta.
- Missa Solemnis Op. 44 para coro masculino y orquesta.

### Obras para escena
- 1938 Two Choric Dances - "Time Out of Mind" Op. 17A Ballett

### Obras para percusión
- Ceremonial Op. 103 para siete percusionistas y piano.

### Libros y publicaciones
- 1964 Principles of Rhythm.
- 1970 Creative Harmony.
- 1979 Rational Metric Notation.